# Elezioni europee del 2007 in Romania
Le elezioni europee del 2007 in Romania si sono tenute il 25 novembre.

## Risultati
| Liste                           | Liste                                             | Sigla  | Partito europeo | Gruppo | Voti      | %     | Seggi |
| ------------------------------- | ------------------------------------------------- | ------ | --------------- | ------ | --------- | ----- | ----- |
|                                 | Partito Democratico                               | PD     | PPE             | PPE    | 1 476 105 | 28,81 | 13    |
|                                 | Partito Social Democratico                        | PSD    | PSE             | S&D    | 1 184 018 | 23,11 | 10    |
|                                 | Partito Nazionale Liberale                        | PNL    | ELDR            | ALDE   | 688 859   | 13,44 | 6     |
|                                 | Partito Liberale Democratico                      | PLD    | -               | PPE    | 398 901   | 7,78  | 3     |
|                                 | Unione Democratica Magiara di Romania             | UDMR   | PPE             | PPE    | 282 929   | 5,52  | 2     |
|                                 | Partito Nuova Generazione - Cristiano Democratico | PNG-CD | -               | -      | 248 863   | 4,85  | -     |
|                                 | Partito Grande Romania                            | PRM    | -               | -      | 212 596   | 4,15  | -     |
|                                 | László Tőkés                                      | Ind.   | -               | NI     | 176 533   | 3,44  | 1     |
|                                 | Partito Conservatore                              | PC     | -               | -      | 150 385   | 2,93  | -     |
|                                 | Partito Iniziativa Nazionale                      | PIN    | -               | -      | 124 829   | 2,43  | -     |
|                                 | Partito Nazionale Contadino Cristiano Democratico | PNȚCD  | -               | -      | 71 001    | 1,38  | -     |
|                                 | Partito dei Rom                                   | PR     | -               | -      | 58 903    | 1,14  | -     |
|                                 | Partito Alleanza Socialista                       | PAS    | SE              | -      | 28 484    | 0,55  | -     |
|                                 | Partito Verde                                     | PV     | PVE             | -      | 19 820    | 0,38  | -     |
| Totale                          | Totale                                            | Totale | Totale          | Totale | 5 122 226 |       | 35    |
| Fonte: Biroul Electoral Central |                                                   |        |                 |        |           |       |       |

| Voti nulli                  | 246 555    |
| Votanti (affluenza: 29,46%) | 5 370 171  |
| Aventi diritto voto         | 18 224 597 |

## Europarlamentari eletti
I 35 europarlamentari eletti furono:
- Adrian Severin (PSD)
- Rovana Plumb (PSD)
- Daciana Sârbu (PSD)
- Silvia-Adriana Țicău (PSD)
- Ioan Mircea Pașcu (PSD)
- Gabriela Crețu (PSD)
- Corina Crețu (PSD)
- Victor Boștinaru (PSD)
- Titus Corlățean (PSD)
- Cătălin Nechifor (PSD)
- Theodor Stolojan (PLD)
- Nicolae Vlad Popa (PLD)
- Dumitru Oprea (PLD)
- Marian-Jean Marinescu (PD)
- Maria Petre (PD)
- Rareș Niculescu (PD)
- Dragoș Florin David (PD)
- Constantin Dumitriu (PD)
- Nicodim Bulzesc (PD)
- Sebastian Bodu (PD)
- Sorin Frunzăverde (PD)
- Roberta Anastase (PD)
- Petru Filip (PD)
- Monica Iacob Ridzi (PD)
- Mihaela Popa (PD)
- Marian Zlotea (PD)
- Renate Weber (PNL)
- Daniel Dăianu (PNL)
- Adina-Ioana Vălean (PNL)
- Cristian Bușoi (PNL)
- Ramona Mănescu (PNL)
- Magor Csibi (PNL)
- Csaba Sógor (UDMR)
- Iuliu Winkler (UDMR)
- László Tőkés (Indipendente)